# 육종영
육종영(六宗英)은 단종을 위해 세조와 맞서다 죽임을 당한 6명의 종친을 가리킨다.

## 명단

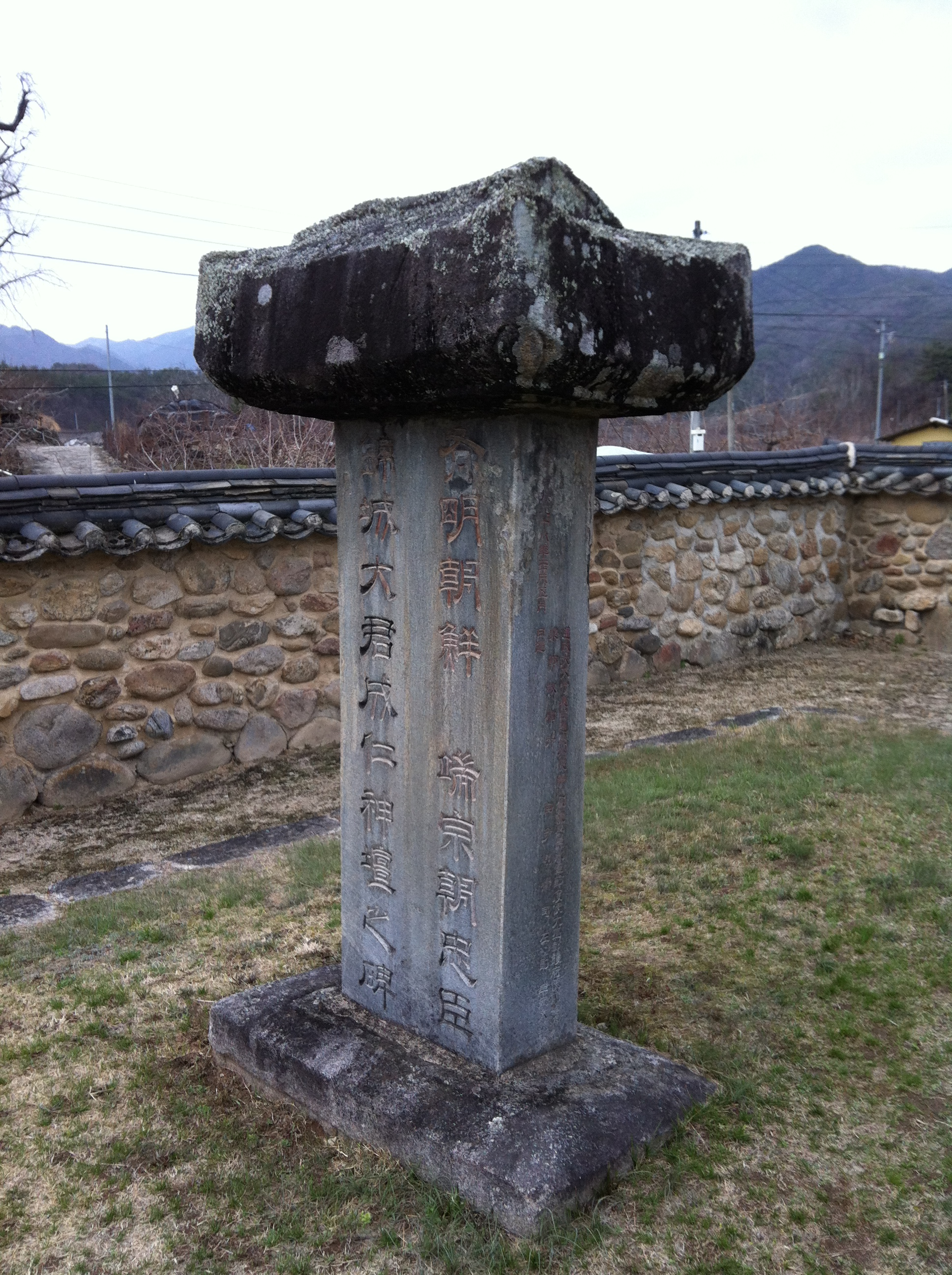
금성단 안에 있는 금성대군성인신단지비(錦城大君成仁神壇之碑)

- 안평대군 장소공(章昭公) 이용(李瑢)
- 금성대군 정민공(貞愍公) 이유(李瑜)
- 화의군 충경공(忠景公) 이영(李瓔)
- 한남군 정도공(貞悼公) 이어(李𤥽)
- 영풍군 정렬공(貞烈公) 이전(李瑔)
- 하령군  충민공(忠愍公) 이양(李穰)